# Mistrovství světa juniorů v ledním hokeji 2003
Mistrovství světa juniorů v ledním hokeji 2003 (MSJ 2003) bylo hráno od 26. prosince 2002 do 5. ledna 2003 v Halifaxu a v Sydney v Novém Skotsku v Kanadě. Turnaj vyhrálo Rusko, před Kanadou a Finskem.

## Elitní skupina

### Stadiony
| Halifax                                         | Sydney                               |
| ----------------------------------------------- | ------------------------------------ |
| Halifax Metro Centre Kapacita: 10 595 21 zápasů | Centre 200 Kapacita: 5 000 10 zápasů |
|                                                 |                                      |

### Skupina A
| Tým          | Z | V | P | R | VG | IG | B |
| ------------ | - | - | - | - | -- | -- | - |
| 1. Rusko     | 4 | 4 | 0 | 0 | 21 | 7  | 8 |
| 2. USA       | 4 | 3 | 1 | 0 | 15 | 9  | 6 |
| 3. Slovensko | 4 | 2 | 2 | 0 | 15 | 8  | 4 |
| 4. Švýcarsko | 4 | 1 | 3 | 0 | 10 | 15 | 2 |
| 5. Bělorusko | 4 | 0 | 4 | 0 | 6  | 28 | 0 |

| 26. prosince 2002 14:00 | Bělorusko | 2 – 4 (1–2, 1–0, 0–2) | Švýcarsko | Centre 200, Sydney Návštěvnost: 1,951 |  |

| Report |

| 26. prosince 2002 18:00 | USA | 1 – 5 (0–2, 1–2, 0–1) | Rusko | Centre 200, Sydney Návštěvnost: 4,950 |  |

| Report |

| 27. prosince 2002 20:00 | Slovensko | 11 – 1 (3–1, 4–0, 4–0) | Bělorusko | Centre 200, Sydney Návštěvnost: 2,548 |  |

| Report |

| 28. prosince 2002 16:00 | Švýcarsko | 1 – 3 (1–0, 0–2, 0–1) | USA | Centre 200, Sydney Návštěvnost: 2,331 |  |

| Report |

| 28. prosince 2002 20:00 | Rusko | 4 – 0 (1–0, 1–0, 2–0) | Slovensko | Centre 200, Sydney Návštěvnost: 3,213 |  |

| Report |

| 29. prosince 2002 18:00 | Bělorusko | 1 – 5 (0–2, 1–2, 0–1) | Rusko | Centre 200, Sydney Návštěvnost: 2,232 |  |

| Report |

| 30. prosince 2002 14:00 | USA | 8 – 2 (4–0, 3–1, 1–1) | Bělorusko | Centre 200, Sydney Návštěvnost: 2,213 |  |

| Report |

| 30. prosince 2002 18:00 | Švýcarsko | 0 – 3 (0–1, 0–2, 0–0) | Slovensko | Centre 200, Sydney Návštěvnost: 2,069 |  |

| Report |

| 31. prosince 2002 14:00 | Slovensko | 1 – 3 (1–0, 0–2, 0–1) | USA | Centre 200, Sydney Návštěvnost: 2,238 |  |

| Report |

| 31. prosince 2002 18:00 | Rusko | 7 – 5 (2–1, 3–2, 2–2) | Švýcarsko | Centre 200, Sydney Návštěvnost: 2,249 |  |

| Report |

### Skupina B
| Tým        | Z | V | P | R | VG | IG | B |
| ---------- | - | - | - | - | -- | -- | - |
| 1. Kanada  | 4 | 4 | 0 | 0 | 21 | 6  | 8 |
| 2. Finsko  | 4 | 2 | 1 | 1 | 12 | 9  | 5 |
| 3. Česko   | 4 | 2 | 1 | 1 | 8  | 7  | 5 |
| 4. Švédsko | 4 | 1 | 3 | 0 | 12 | 16 | 2 |
| 5. Německo | 4 | 0 | 4 | 0 | 3  | 18 | 0 |

| 26. prosince 2002 16:00 | Německo | 0 – 4 (0–2, 0–0, 0–2) | Finsko | Halifax Metro Centre, Halifax Návštěvnost: 8,923 |  |

| Report |

| 26. prosince 2002 20:10 | Švédsko | 2 – 8 (0–2, 2–2, 0–4) | Kanada | Halifax Metro Centre, Halifax Návštěvnost: 10,594 |  |

| Report |

| 27. prosince 2002 19:00 | Česko | 3 – 0 (0–0, 2–0, 1–0) | Německo | Halifax Metro Centre, Halifax Návštěvnost: 9,562 |  |

| Report |

| 28. prosince 2002 15:10 | Kanada | 4 – 0 (1–0, 2–0, 1–0) | Česko | Halifax Metro Centre, Halifax Návštěvnost: 10,594 |  |

| Report |

| 28. prosince 2002 20:00 | Finsko | 3 – 2 (1–0, 1–2, 1–0) | Švédsko | Halifax Metro Centre, Halifax Návštěvnost: 10,089 |  |

| Report |

| 29. prosince 2002 16:10 | Německo | 1 – 4 (1–0, 0–3, 0–1) | Kanada | Halifax Metro Centre, Halifax Návštěvnost: 10,594 |  |

| Report |

| 30. prosince 2002 16:00 | Švédsko | 7 – 2 (3–0, 3–1, 1–1) | Německo | Halifax Metro Centre, Halifax Návštěvnost: 10,427 |  |

| Report |

| 30. prosince 2002 20:00 | Finsko | 2 – 2 (0–0, 1–1, 1–1) | Česko | Halifax Metro Centre, Halifax Návštěvnost: 10,462 |  |

| Report |

| 31. prosince 2002 16:00 | Česko | 3 – 1 (0–0, 1–1, 2–0) | Švédsko | Halifax Metro Centre, Halifax Návštěvnost: 10,416 |  |

| Report |

| 31. prosince 2002 20:10 | Kanada | 5 – 3 (1–1, 3–2, 1–0) | Finsko | Halifax Metro Centre, Halifax Návštěvnost: 10,594 |  |

| Report |

### Skupina o udržení
Zápasy mezi danými týmy se započítávaly ze základní skupiny - tj. každý tým skupiny o udržení už hrál pouze s týmy, se kterými se v turnaji nesetkal.
| Tým           | Z | V | R | P | VG | IG | B |
| ------------- | - | - | - | - | -- | -- | - |
| 7. Švýcarsko  | 3 | 3 | 0 | 0 | 15 | 7  | 6 |
| 8. Švédsko    | 3 | 2 | 0 | 1 | 15 | 11 | 4 |
| 9. Německo    | 3 | 1 | 0 | 2 | 8  | 13 | 2 |
| 10. Bělorusko | 3 | 0 | 0 | 3 | 6  | 13 | 0 |

| 2. ledna 2003 12:00 | Švýcarsko | 6 – 2 (2–0, 3–2, 1–0) | Německo | Halifax Metro Centre, Halifax Návštěvnost: 10,111 |  |

| Report |

| 3. ledna 2003 12:00 | Švédsko | 5 – 4 (3–1, 0–2, 2–1) | Bělorusko | Halifax Metro Centre, Halifax Návštěvnost: 10,083 |  |

| Report |

| 4. ledna 2003 16:00 | Švédsko | 3 – 5 (1–2, 1–2, 1–1) | Švýcarsko | Halifax Metro Centre, Halifax Návštěvnost: 10,210 |  |

| Report |

| 4. ledna 2003 20:00 | Německo | 4 – 0 (0–0, 2–0, 2–0) | Bělorusko | Halifax Metro Centre, Halifax Návštěvnost: 10,208 |  |

| Report |

 Německo a  Bělorusko sestoupily do I. divize na MSJ 2004.

### Play-off

#### Čtvrtfinále
| 2. ledna 2003 16:00 | USA | 4 – 3 (2–0, 2–2, 0–1) | Česko | Halifax Metro Centre, Halifax Návštěvnost: 10,250 |  |

| Report |

| 2. ledna 2003 20:10 | Finsko | 6 – 0 (3–0, 3–0, 0–0) | Slovensko | Halifax Metro Centre, Halifax Návštěvnost: 10,162 |  |

| Report |

#### Semifinále
| 3. ledna 2003 16:10 | Rusko | 4 – 1 (1–1, 0–0, 3–0) | Finsko | Halifax Metro Centre, Halifax Návštěvnost: 10,527 |  |

| Report |

| 3. ledna 2003 20:10 | Kanada | 3 – 2 (1–1, 1–0, 1–1) | USA | Halifax Metro Centre, Halifax Návštěvnost: 10,594 |  |

| Report |

#### Zápas o 5. místo
| 4. ledna 2003 12:00 | Česko | 0 – 2 (0–1, 0–0, 0–1) | Slovensko | Halifax Metro Centre, Halifax Návštěvnost: 10,210 |  |

| Report |

#### Zápas o bronz
| 5. ledna 2003 16:00 | USA | 2 – 3 (0–2, 0–1, 2–0) | Finsko | Halifax Metro Centre, Halifax Návštěvnost: 10,306 |  |

| Report |

#### Finále
| 5. ledna 2003 20:10 | Kanada | 2 – 3 (1–1, 1–0, 0–2) | Rusko | Halifax Metro Centre, Halifax Návštěvnost: 10,594 |  |

| Report |

## Individuální statistiky

### Nejpruduktivnější hráči
| Hráč               | Stát      | Z | G | A | B  | TM |
| ------------------ | --------- | - | - | - | -- | -- |
| Patrik Bärtschi    | Švýcarsko | 6 | 6 | 4 | 10 | 0  |
| Igor Grigorenko    | Rusko     | 6 | 6 | 4 | 10 | 4  |
| Jurij Trubačov     | Rusko     | 6 | 3 | 7 | 10 | 2  |
| Tuomo Ruutu        | Finsko    | 7 | 2 | 8 | 10 | 6  |
| Carlo Colaiacovo   | Kanada    | 6 | 1 | 9 | 10 | 2  |
| Alexandr Perežogin | Rusko     | 6 | 3 | 6 | 9  | 4  |
| Jussi Jokinen      | Finsko    | 7 | 6 | 2 | 8  | 2  |
| Zach Parise        | USA       | 7 | 4 | 4 | 8  | 4  |
| Alexandr Polušin   | Rusko     | 6 | 2 | 6 | 8  | 4  |
| Andrej Taratuchin  | Rusko     | 6 | 2 | 6 | 8  | 4  |

### Statistiky brankářů
(Minimálně 90 odehraných minut)
| Hráč              | Stát      | Min. | OG | POG  | SO | Pct. |
| ----------------- | --------- | ---- | -- | ---- | -- | ---- |
| Marc-André Fleury | Kanada    | 267  | 7  | 1.57 | 1  | 92,8 |
| Robert Goepfert   | USA       | 338  | 7  | 1.77 | 0  | 93,7 |
| Andrej Medveděv   | Rusko     | 300  | 9  | 1.80 | 1  | 91,7 |
| Peter Ševela      | Slovensko | 218  | 7  | 1.92 | 2  | 93,3 |
| Kari Lehtonen     | Finsko    | 356  | 7  | 2.19 | 2  | 92,3 |

### Turnajová ocenění
|                            | Brankář           | Obránce       | Obránce          | Útočníci        | Útočníci        | Útočníci        |
| -------------------------- | ----------------- | ------------- | ---------------- | --------------- | --------------- | --------------- |
| Ceny direktoriátu IIHF     | Marc-André Fleury | Joni Pitkänen | Joni Pitkänen    | Igor Grigorenko | Igor Grigorenko | Igor Grigorenko |
| All-Star Tým (podle médií) | Marc-André Fleury | Joni Pitkänen | Carlo Colaiacovo | Igor Grigorenko | Scottie Upshall | Jurij Trubačov  |

## Soupisky
| Umístění  | Mužstvo   | Hráči |
| --------- | --------- | --- |
| Zlato     | Rusko     | Brankáři: Konstantin Barulin, Andrej Medveděv Obránci: Konstantin Kornějev, Denis Ejov, Denis Grebeškov, Fjodor Ťutin, Kirill Kolcov, Dimitrij Fachrutdinov, Maxim Kondratěv, Michail Ljubušin Útočníci: Dmitrij Pestunov, Alexandr Ovečkin, Alexej Kajgorodov, Timofej Šiškanov, Nikolaj Žerděv, Jurij Trubačov, Andrej Taratuchin, Alexandr Polušin, Igor Grigorenko, Jevgenij Arťuchin, Alexandr Perežogin, Sergej Ančakov Trenér: Rafail Išmatov Asistenti: Sergej Gersonskij a Valentin Gurejev  |
| Stříbro   | Kanada    | Brankáři: Marc-André Fleury, David Le Neveu Obránci: Steve Eminger, Alexandre Rouleau, Jeff Woywitka, Nathan Paetsch, Brendan Bell, Carlo Colaiacovo, Ian White Útočníci: Gregory Campbell, Matt Stajan, Joffrey Lupul, Pierre-Marc Bouchard, Jay McClement, Scottie Upshall, Daniel Paille, Derek Roy, Jordin Tootoo, Pierre-Alexandre Parenteau, Boyd Gordon, Kyle Wellwood, Brooks Laich Trenér: Marc Habscheid Asistenti: Mario Durocher a Mike Kelly                                             |
| Bronz     | Finsko    | Brankáři: Kari Lehtonen, Tuomas Nissinen Obránci: Jussi Timonen, Topi Jaakola, Joni Pitkänen, Mikko Kalteva, Teemu Jääskeläinen, Janne Jalasvaara Útočníci: Jesse Niinimäki, Sean Bergenheim, Valtteri Filppula, Matti Aho, Tomi Mäki, Tuomo Ruutu, Henrik Juntunen, Matti Näätänen, Jussi Jokinen, Juho Lehtisalo, Tomi Sykko, Tuomas Immonen Trenér: Erkka Westerlund Asistent: Risto Dufva |
| 4. místo  | USA       | Brankáři: Robert Goepfert, Jimmy Howard Obránci: Mark Stuart, Matt Jones, Tim Gleason, Matt Greene, Ryan Suter, Ryan Whitney, James Wisniewski Útočníci: Dwight Helminen, Zach Parise, Patrick O’Sullivan, Gino Guyer, Greg Moore, Brian McConnell, Ryan Kesler, Chris Higgins, Eric Nystrom, Ryan Shannon, Dustin Brown, Brett Sterling, Barry Tallackson Trenér: Lou Vairo Asistenti: Mike Hastings, Ron Rolston a Jeff Sauer                                                                       |
| 5. místo  | Slovensko | Brankáři: Jan Chovan, Peter Ševela, Imrich Petrík Obránci: Milan Varga, Peter Macek, Milan Jurčina, Richard Stehlík, Dominik Graňák, Oliver Maroň, Karol Sloboda, Tomáš Slovák Útočníci: Juraj Sýkora, Ivan Koložváry, Michal Važan, Anton Zágora, Stanislav Valach, Samir Saliji, Rastislav Špirko, Michal Lukáč, Igor Pohanka, Rastislav Lipka, Tomáš Troliga, Michal Kokavec Trenér: Róbert Spišák Asistent: Jozef Frühauf                                                                         |
| 6. místo  | Česko     | Brankáři: Lukáš Mensator, Jakub Čech, Martin Falter Obránci: Ladislav Kolda, Petr Punčochář, Jiří Svoboda, David Turoň, Jan Holub, Lukáš Chmelíř, Martin Toms, Lukáš Krajíček Útočníci: Roman Vondráček, Petr Tatíček, Jakub Koreis, Milan Michálek, Zbyněk Novák, Petr Domin, Tomáš Micka, Petr Dvořák, Jakub Klepiš, Tomáš Fleischmann, Jiří Hudler, Jiří Novotný Trenér: Jaroslav Holík Asistent: Jiří Kalous                                                                                      |
| 7. místo  | Švýcarsko | Brankáři: Daniel Manzato, Tobias Stephan Obránci: Lukas Baumgartner, Jürg Dällenbach, Alan Tallarini, Severin Blindenbacher, Tim Ramholt, Philippe Furrer, Beat Forster Útočníci: Andreas Ambühl, Patrik Bärtschi, Cyrill Bühler, Grégory Christen, Florian Conz, Emanuel Peter, Kevin Gloor, Roland Gerber, Kevin Romy, Victor Stancescu, Stefan Schnyder, Caryl Neuenschwander, Romano Lemm Trenér: Jakob Kölliker Asistent: Andreas Ritsch                                                         |
| 8. místo  | Švédsko   | Brankáři: Mathias Fagerström, Michal Zajkowski Obránci: Johan Agu, Patrik Bäärnhielm, Tobias Enström, Jonas Leetma, Mats Hansson, Simon Skoog, Adam Andersson Útočníci: Joakim Lindström, Andreas Falk, Jonas Almtorp, Mattias Beck, Yared Hagos, Marcus Paulsson, Fredrik Eriksson, Fredrik Sjöström, Andreas Valdix, Alexander Steen, Andrée Persson, Andreas Jämtin, Robert Nilsson Trenér: Peo Larsson Asistent: Göran Karlström                                                                  |
| 9. místo  | Německo   | Brankáři: Patrick Ehelechner, Dimitri Pätzold Obránci: Alexander Sulzer, Martin Walter, Felix Petermann, Stefan Schauer, David Danner, Robert Bartlick, Stephan Wilhelm, Dirk Wrobel Útočníci: Daniel Menge, Marcel Goc, Yannic Seidenberg, Alexander Barta, Kai Hospelt, Adrian Grygiel, Benjamin Barz, Martin Hinterstocker, Christoph Ullmann, Josef Menauer, Max Seyller, Marcus Kink Trenér: Ernst Höfner Asistent: Rupert Meister                                                               |
| 10. místo | Bělorusko | Brankáři: Sergej Rahouskij, Dimitrij Kamovič Obránci: Andrej Karšunov, Anatol Varyvončik, Konstantin Durnov, Vladimir Denisov, Dimitrij Parachonka, Dimitrij Judzin, Arciom Hlinkin, Andrej Kazačok Útočníci: Vadim Karaha, Aljaxandr Kulakov, Vasilij Harbavij, Arciom Volkov, Aljaxandr Židkych, Pavel Kucevič, Jevgenij Kaštanov, Sergej Chomka, Konstantin Zacharov, Andrej Kosticyn, Alexej Jerašov, Michail Grabovskij Trenér: Vladimir Melenčuk Asistenti: Alexandr Šumidub a Michail Zacharov |

## I. divize
I. divize byla hrána od 27. prosince 2002 do 2. ledna 2003 v Almaty v Kazachstánu (Skupina A) a od 16. prosince do 22. prosince 2002 v Bledu ve Slovinsku.

### Výsledky

#### Skupina A
| Tým           | Z | V | P | R | VG | IG | B |
| ------------- | - | - | - | - | -- | -- | - |
| 1. Ukrajina   | 5 | 4 | 0 | 1 | 18 | 8  | 9 |
| 2. Japonsko   | 5 | 4 | 1 | 0 | 24 | 10 | 8 |
| 3. Kazachstán | 5 | 3 | 1 | 1 | 25 | 12 | 7 |
| 4. Francie    | 5 | 2 | 3 | 0 | 17 | 13 | 4 |
| 5. Itálie     | 5 | 1 | 4 | 0 | 11 | 16 | 2 |
| 6. Chorvatsko | 5 | 0 | 5 | 0 | 6  | 42 | 0 |

#### Skupina B
| Tým          | Z | V | P | R | VG | IG | B  |
| ------------ | - | - | - | - | -- | -- | -- |
| 1. Rakousko  | 5 | 5 | 0 | 0 | 35 | 9  | 10 |
| 2. Slovinsko | 5 | 3 | 1 | 1 | 15 | 14 | 7  |
| 3. Norsko    | 5 | 2 | 2 | 1 | 17 | 16 | 5  |
| 4. Lotyšsko  | 5 | 1 | 3 | 1 | 13 | 21 | 3  |
| 5. Dánsko    | 5 | 1 | 3 | 1 | 18 | 19 | 3  |
| 6. Polsko    | 5 | 1 | 4 | 0 | 12 | 31 | 2  |

 Rakousko a  Ukrajina postoupily na Mistrovství světa juniorů v ledním hokeji 2004,  Chorvatsko a  Polsko sestoupily do II. divize.

## II. divize
II. divize byla hrána od 6. ledna do 12. ledna 2003 v Miercurei Ciuci v Rumunsku (skupina A) a od 28. prosince 2002 do 3. ledna 2003 v Novém Sadu v Jugoslávii (skupina B).

### Výsledky

#### Skupina A
| Tým               | Z | V | P | R | VG | IG | B  |
| ----------------- | - | - | - | - | -- | -- | -- |
| 1. Estonsko       | 5 | 5 | 0 | 0 | 62 | 8  | 10 |
| 2. Velká Británie | 5 | 4 | 1 | 0 | 64 | 7  | 8  |
| 3. Rumunsko       | 5 | 3 | 2 | 0 | 34 | 26 | 6  |
| 4. Litva          | 5 | 2 | 3 | 0 | 21 | 31 | 4  |
| 5. JAR            | 5 | 1 | 4 | 0 | 12 | 58 | 2  |
| 6. Bulharsko      | 5 | 0 | 5 | 0 | 5  | 68 | 0  |

#### Skupina B
| Tým           | Z | V | P | R | VG | IG | B  |
| ------------- | - | - | - | - | -- | -- | -- |
| 1. Maďarsko   | 5 | 5 | 0 | 0 | 47 | 14 | 10 |
| 2. Nizozemsko | 5 | 4 | 1 | 0 | 34 | 13 | 8  |
| 3. Jugoslávie | 5 | 3 | 2 | 0 | 27 | 22 | 6  |
| 4. Španělsko  | 5 | 1 | 3 | 1 | 12 | 26 | 3  |
| 5. Island     | 5 | 1 | 3 | 1 | 19 | 43 | 3  |
| 6. Mexiko     | 5 | 0 | 5 | 0 | 4  | 25 | 0  |

 Maďarsko a  Estonsko postoupily do I. divize MSJ 2004,  Bulharsko a  Mexiko sestoupily do III. divize MSJ 2004.'

## III. divize
III. divize byla hrána od 21. ledna do 26. ledna 2003 v Izmiru v Turecku.

### Výsledky
| Tým            | Z | V | P | R | VG | IG | B |
| -------------- | - | - | - | - | -- | -- | - |
| 1. Jižní Korea | 4 | 4 | 0 | 0 | 37 | 5  | 8 |
| 2. Belgie      | 4 | 3 | 1 | 0 | 32 | 10 | 6 |
| 3. Turecko     | 4 | 2 | 2 | 0 | 26 | 16 | 4 |
| 4. Austrálie   | 4 | 1 | 3 | 0 | 8  | 25 | 2 |
| 5. Lucembursko | 4 | 0 | 4 | 0 | 1  | 48 | 0 |

 Jižní Korea a  Belgie postoupily do II. divize na MSJ 2004.